# Armoiries de l'Albanie
Le blason de l'Albanie est une adaptation du drapeau de l'Albanie. Il est basé sur le sceau de Gjergj Kastriot Skanderbeg. Il est composé d'un aigle bicéphale de sable sur champ de gueules avec sur la tête la représentation du casque de Skanderbeg.

## Armoiries historiques

Emblème du gouvernement provisoire d'Albanie (1912-1914)
Armoiries de la principauté d'Albanie (1914-1925)
Armoiries de la République albanaise (1925-1928)
Armoiries du Royaume albanais (1928–1939)
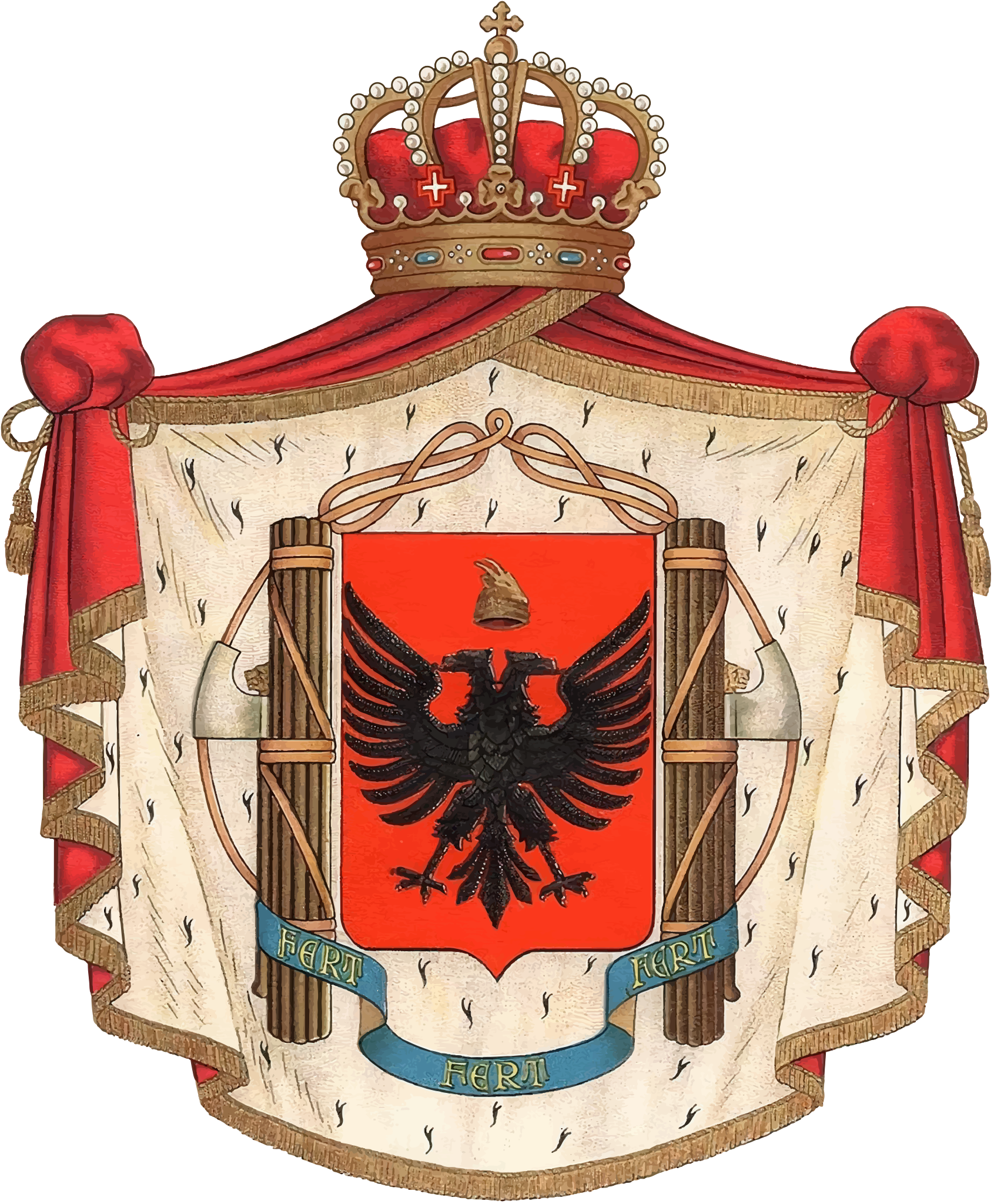
Armoiries du Royaume albanais (1939–1943)
Armoiries du Royaume albanais (1943-1944)
Armoiries de la république populaire socialiste d'Albanie (1946–1991)
Armoiries de la république d'Albanie (1992-1998)

## Symboles actuels

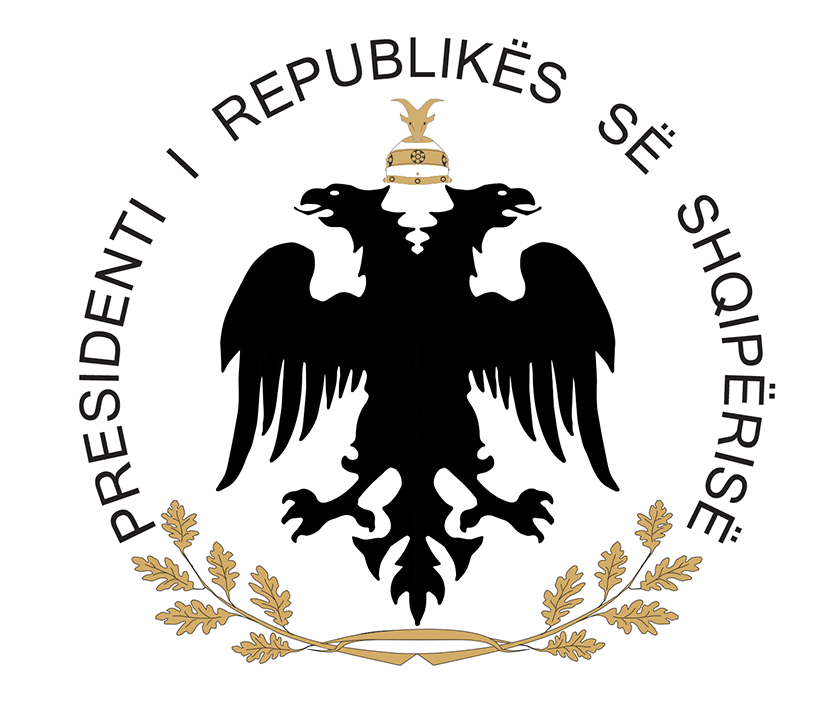
Sceau du président de la République
Sceau du Premier ministre